# Capparis cantoniensis
Capparis cantoniensis là một loài thực vật có hoa trong họ Capparaceae. Loài này được Lour. mô tả khoa học đầu tiên năm 1790.